# كزافييه-لوك دوفال
كزافييه-لوك دوفال هو سياسي موريشيوسي، ولد في 28 يناير 1958. نشط حزبياً في Parti Mauricien Social Démocrate ‏. وقد انتخب Vice-Prime Minister of Mauritius ‏.